# Pavel (Krivonogov)
Pavel (světským jménem: Igor Veniaminovič Krivonogov; * 18. června 1970, Alapajevsk) je ruský duchovní Ruské pravoslavné církve a biskup troický a južnouralský.

## Život
Narodil se 18. června 1970 v Alapajevsku.
Po dokončení střední školy č. 1 v Porchově absolvoval povinnou vojenskou službu. Po demobilizaci nastoupil na Moskevský duchovní seminář. Byl přijat do Trojicko-sergijevské lávry, kde byl 13. dubna 1995 postřižen na monacha se jménem Pavel na počest svatého apoštola Pavla.
Dne 7. října 1997 byl metropolitou krutickým a kolomenským Juvenalijem (Pojarkovem) rukopoložen na jerodiákona a 17. prosince 1998 patriarchou moskevským Alexijem II. na jeromonacha. Stejný rok dokončil Moskevskou duchovní akademii. Roku 2001 byl povýšen na igumena a roku 2004 na archimandritu. Byl blagočinným lávry.
Dne 30. srpna 2019 byl jmenován představeným Savvino-Storoževského monastýru.
Dne 27. prosince 2023 jej Svatý synod zvolil biskupem troickým a južnouralským. Biskupská chirotonie proběhla 10. března 2024 v chrámu Krista Spasitele v Moskvě. Hlavním světitelem byl patriarcha moskevský a celé Rusi Kirill.